# Fontaine-Fourches
Fontaine-Fourches là một xã ở tỉnh Seine-et-Marne, thuộc vùng Île-de-France ở miền bắc nước Pháp.

## Dân số
Người dân ở Fontaine-Fourches được gọi là Fourchois.
Điều tra dân số năm 1999, xã này có dân số là 509.